# Крещатик (Черкасская область)
Крещатик (укр. Хрещатик) — село в Черкасском районе Черкасской области Украины.
Население по переписи 2001 года составляло 373 человека. Почтовый индекс — 19611. Телефонный код — 472.

## Местный совет
19611, Черкасская обл., Черкасский р-н, с. Тубольцы, ул. Луговая, 1а